# شهرستان کرکی
شهرستان کِرکی (به زبان ترکمنی: Kerki etraby، کرکی اطرابیٛ) یک شهرستان در ترکمنستان است که در استان لب آب واقع شده‌است.

## تقسیمات اداری
شهرستان کرکی شامل یک شهر، دو شهرک، و پنج شورای روستایی می‌باشد.
- شهرها (şäherler / شأهرلر)
  - کرکی (Kerki / کرکی)

- شهرک‌ها (şäherçeler / شأهرچه‌لر)
  - آستانه‌بابا (Astanababa / آستانابابا)
  - باش‌ساقه (Başsaka / باش‌ساقا)
    - شامل کهنه‌باش‌ساقه (Könebaşsaka / کؤنه‌باش‌ساقا)

- شوراهای روستایی (oba geňeşlikleri / اوْبا گنگشلیکلری)
  - چکیر (Çekir / چکیر)
    - ایت‌باش‌اوبه (Etbaşoba / ات‌باش‌اوْبا)
    - جنگل (Jeňňel / جنگّل)
    - چکیر (Çekir / چکیر)
    - قابه‌سقّال (Gabasakgal / قابا‌ساقغال)
    - قراجه (Garaja / قاراجا)
    - گویچ (Güýç / گوٚیچ)

  - حطب (Hatap / حاتاپ)
    - جنگل‌لی‌حطب (Jeňellihatap / جنگل‌لی‌حاتاپ)
    - حطب (Hatap / حاتاپ)
    - چوممکلی‌حطب (Çömmeklihatap / چؤممکلی‌حاتاپ)
    - قلعه‌لی (Galaly / قالالیٛ)
    - قلعه‌لی‌آریق (Galalyaryk/ قالالیٛ‌آریٛق)
    - موقری‌آریق (Mukryaryk / موُقریٛ‌آریٛق)

  - داشلیق (Daşlyk / داشلیٛق)
    - اوستالر (Ussalar / اوُسّالار)
    - تغایچی‌لر (Tokaýçylar / توْقایچی‌لار)
    - داشلیق (Daşlyk / داشلیٛق)
    - لب‌آب (Lebap / لب‌آپ)

  - قزل‌آیاق (Gyzylaýak / قیٛزیٛل‌‌آیاق)
    - بازارجای (Bazarjaý / بازارجای)
    - فراغت (Parahat / پاراحات)
    - قزل‌آیاق (Gyzylaýak / قیٛزیٛل‌‌آیاق)

  - قواق (Guwak / قوُواق)
    - قواق (Guwak / قوُواق)
    - گونش‌اوبه (Güneşoba / گوٚنش‌اوْبا)
    - موقری‌اوبه (Mukryoba / موُقریٛ‌اوْبا)
    - میرزابیگ (Mürzebeg / موٚرزه‌بگ)